# ترانه‌شناسی گرلز جنریشن
گروه دخترانه اهل کره جنوبی، گرلز جنریشن، تاکنون ۹ آلبوم استدیویی (با شمارش آلبوم‌هایی که با اسامی مختلف بازنشر شدند)، ۲ آلبوم زنده، ۴ چندآهنگه و ۲۸ تک‌آهنگ منتشر کرده‌اند. تا تاریخ نوامبر سال ۲۰۱۲، گرلز جنریشن توانست بیش از ۴/۴ میلیون نسخه آلبوم و ۳۰ میلیون تک‌آهنگ دیجیتالی بفروشد. این گروه تا ماه می سال ۲۰۱۶ بیش از ۱٫۷۴ میلیون نسخه آلبوم فیزیکی در کره جنوبی و تا ژانویهٔ ۲۰۱۷، ۳٫۴۸ میلیون رکورد، شامل ۹۴۴٬۸۰۵ تک‌آهنگ فیزیکی و ۱٬۸۹۹٬۵۷۹ آلبوم در ژاپن فروخته‌است.
گرلز جنریشن کار خود را با تک آهنگ «به سوی دنیای جدید» آغاز کرد. اولین آلبوم آن‌ها «گرلز جنریشن» بود. تک‌آهنگ‌های اصلی این آلبوم «عصرِ دختران»(گرلز جنریشن) و «بوسیدن تو» بود. در مارس ۲۰۰۸، آلبوم «گرلز جنریشن» بار دیگر و این‌بار با نام «بیبی‌بیبی» منتشر شد. تک‌آهنگ اصلی این آلبوم نیز با همین نام و در ۱۷ مارس در فضای دیجیتال منتشر شد. در سال ۲۰۰۹، گرلز جنریشن دو آلبوم کوتاه منتشر کرد؛ وای! و آرزوتو بهم بگو. دومین آلبوم استدیویی گرلز جنریشن به نام اوه! در ژانویهٔ ۲۰۱۰ و بار دیگر تحت عنوان فرار کن شیطان، فرار کن! در مارس همان سال منتشر شد. شش ماه بعد، سومین آلبوم کوتاه کره ای گروه به نام «جیغ» (کره‌ای: 훗) در اکتبر ۲۰۱۰ منتشر شد. تک آهنگ‌های آرزوتو بهم بگو، اوه! و فرار کن شیطان، فرار کن، هر سه جایگاه اول فهرست تک‌آهنگ‌های برتر گائون را از آن خود کردند.

## آلبوم‌ها

### آلبوم‌های استودیویی
| عنوان                                                                        | جزئیات آلبوم | بالاترین موقعیت در جدول | بالاترین موقعیت در جدول | بالاترین موقعیت در جدول | بالاترین موقعیت در جدول | بالاترین موقعیت در جدول | بالاترین موقعیت در جدول | بالاترین موقعیت در جدول | بالاترین موقعیت در جدول | فروش                                     | گواهینامه        |
| عنوان                                                                        | جزئیات آلبوم | کره                     | ژاپن                    | فراسه                   | نیوزلند                 | اسپانیا                 | تایوان                  | US Heat.                | جهانی بیلبورد           | فروش                                     | گواهینامه        |
| کره‌ای                                                                        | کره‌ای | کره‌ای                   | کره‌ای                   | کره‌ای                   | کره‌ای                   | کره‌ای                   | کره‌ای                   | کره‌ای                   | کره‌ای                   | کره‌ای                                    | کره‌ای            |
| ---------------------------------------------------------------------------- | --- | ----------------------- | ----------------------- | ----------------------- | ----------------------- | ----------------------- | ----------------------- | ----------------------- | ----------------------- | ---------------------------------------- | ---------------- |
| گرلز جنریشن                                                                  | - انتشار: ۱ نوامبر، ۲۰۰۷ - انتشار دوباره (بیبی‌بیبی): ۱۳ مارس، 2008 - کمپانی: اس.ام. انترتینمنت - فرمت‌ها: کاست، لوح فشرده، دانلود موسیقی                              | —                       | —                       | —                       | —                       | —                       | —                       | —                       | —                       | - کره: 206,047                           |                  |
| اوه!                                                                         | - Released: January 28, 2010 - Re-released (Run Devil Run): March 22, 2010 - Label: SM Entertainment - Formats: CD, digital download                                 | ۱                       | ۵۴                      | —                       | —                       | —                       | ۲                       | —                       | —                       | - KOR: 418,162 - JPN: 36,069             |                  |
| پسران                                                                        | - Released: October 19, 2011 - Re-released (Mr. Taxi): ۹ دسامبر ۲۰۱۱ - Label: SM Entertainment, Interscope, Polydor, Universal Music - Formats: CD, digital download | 1                       | 2                       | ۱۳۰                     | —                       | ۶۴                      | ۳                       | ۱۷                      | ۲                       | - KOR: 464,377 - JPN: 69,735 - US: 1,000 |                  |
| من یه پسر تور کردم                                                           | - Released: January 1, 2013 - Label: SM Entertainment - Formats: CD, digital download                                                                                | ۱                       | ۷                       | —                       | —                       | —                       | ۳                       | ۲                       | ۱                       | - KOR: 308,027 - JPN: 53,563 - US: 3,000 |                  |
| شیردل                                                                        | - Released: August 19, 2015 - Label: SM Entertainment - Formats: CD, digital download                                                                                | ۱                       | ۱۱                      | —                       | —                       | —                       | ۳                       | ۷                       | ۱                       | - KOR: 154,636 - JPN: 21,463 - US: 1,000 |                  |
| شب تعطیلات                                                                   | - Released: ۷ اوت ۲۰۱۷ - Label: SM Entertainment - Formats: CD, digital download                                                                                     | ۲                       | ۱۶                      | —                       | ۶                       | —                       | ۱                       | ۵                       | ۱                       | - KOR: 167,638 - JPN: 11,055 - US: 2,000 |                  |
| برای همیشه ۱                                                                 | - Released: ۵ اوت ۲۰۲۲ - Label: SM Entertainment - Formats: CD, digital download, streaming                                                                          | ۲                       | ۱۰                      | —                       | ۹                       | —                       | —                       | ۲۸                      | ۸۸                      | - KOR: 294,948 - JPN: 12,033             | - KMCA: Platinum |
| ژاپنی                                                                        | |                         |                         |                         |                         |                         |                         |                         |                         |                                          |                  |
| گرلز جنریشن                                                                  | - Released: June 1, 2011 - Re-released (The Boys): December 28, 2011 - Label: Nayutawave - Formats: CD, digital download                                             | —                       | ۱                       | —                       | —                       | —                       | ۱                       | —                       | —                       | - JPN: 871,097 - KOR: 11,937             | - RIAJ: Million  |
| دختران و صلح                                                                 | - Released: November 28, 2012 - Label: Nayutawave, Universal Music - Formats: CD, digital download                                                                   | —                       | ۳                       | —                       | —                       | —                       | ۱۱                      | —                       | —                       | - JPN: 204,180 - KOR: 1,600              | - RIAJ: Platinum |
| عشق و صلح                                                                    | - Released: December 10, 2013 - Label: Nayutawave, Universal Music - Formats: CD, digital download                                                                   | —                       | ۱                       | —                       | —                       | —                       | —                       | —                       | —                       | - JPN: 170,898 - KOR: 1,700              | - RIAJ: Gold     |
| "—" denotes releases that did not chart or were not released in that region. | |                         |                         |                         |                         |                         |                         |                         |                         |                                          |                  |

## یادداشت
1. ↑  The mentioned figures do not include sales data for pre-2010 releases, including Girls' Generation, "Into the New World", Gee, and Tell Me Your Wish (Genie).[۲]
2. ↑  Prior to the Gaon Music Chart, which launched in 2010, the Music Industry Association of Korea (MIAK) compiled sales figures for music releases until 2008.[۱۲] The album Girls' Generation, which was released in 2007, peaked at number one on the monthly MIAK chart for March 2008.[۱۳]
3. ↑  South Korean sales figures for Oh! (235,877 copies) and its reissue Run Devil Run (182,295 copies) as of January 2016[۱۷][منبع بهتری نیاز است]
4. ↑  Japanese sales figures for Oh! (9,318 copies) and its reissue Run Devil Run (26,751 copies) as of December 2016[۱۸]
5. ↑  The international version of The Boys featuring the English-language version of the single "The Boys" peaked at number 26 on the Oricon chart on April 9, 2012.[۲۰]
6. ↑  Lion Heart was released digitally worldwide on August 19, 2015.[۲۶] Another version titled You Think was released physically on August 21.[۲۷]